# Wereldkampioenschappen moderne vijfkamp 2017
De wereldkampioenschappen moderne vijfkamp 2017 werden gehouden in Caïro in Egypte.

## Medailles

### Mannen
| Onderdeel   | Goud | Goud                                 | Zilver | Zilver                                                  | Brons | Brons                                    |
| ----------- | ---- | ------------------------------------ | ------ | ------------------------------------------------------- | ----- | ---------------------------------------- |
| Individueel | KOR  | Jung Jin-hwa                         | HUN    | Róbert Kasza                                            | LTU   | Justinas Kinderis                        |
| Team        | EGY  | Eslam Hamad Ahmed Hamed Yasser Hefny | POL    | Sebastian Stasiak Szymon Staśkiewicz Jarosław Świderski | KOR   | Hwang Woo-jin Jun Woong-tae Jung Jin-hwa |
| Estafette   | KOR  | Hwang Woo-jin Jun Woong-tae          | GER    | Christian Zillekens Alexander Nobis                     | BLR   | Ilya Palazkov Pavel Tsikhanau            |

### Vrouwen
| Onderdeel   | Goud | Goud                                             | Zilver | Zilver                                                | Brons | Brons                                               |
| ----------- | ---- | ------------------------------------------------ | ------ | ----------------------------------------------------- | ----- | --------------------------------------------------- |
| Individueel | RUS  | Goelnaz Goebajdoellina                           | HUN    | Zsófia Földházi                                       | BLR   | Anastasia Prokopenko                                |
| Team        | HUN  | Tamara Alekszejev Zsófia Földházi Sarolta Kovács | RUS    | Oeliana Batasjove Anna Boeriak Goelnaz Goebajdoellina | GER   | Alexandra Bettinellil Annika Schleu Lena Schöneborn |
| Estafette   | GER  | Annika Schleu Lena Schöneborn                    | EGY    | Mariam Amer Sondos Aboubakar                          | JPN   | Shino Yamanaka Rena Shimazu                         |

### Gemengd
| Onderdeel | Goud | Goud                            | Zilver | Zilver                  | Brons | Brons                          |
| --------- | ---- | ------------------------------- | ------ | ----------------------- | ----- | ------------------------------ |
| Estafette | GER  | Ronja Steinborn Alexander Nobis | EGY    | Haydy Morsy Eslam Hamad | FRA   | Julie Belhamri Valentin Belaud |

### Medaillespiegel
| Plaats | Land       | Goud | Zilver | Brons | Totaal |
| 1      | Duitsland  | 2    | 1      | 1     | 4      |
| 2      | Zuid-Korea | 2    | 0      | 1     | 3      |
| 3      | Egypte     | 1    | 2      | 0     | 3      |
|        | Hongarije  | 1    | 2      | 0     | 3      |
| 5      | Rusland    | 1    | 1      | 0     | 2      |
| 6      | Polen      | 0    | 1      | 0     | 1      |
| 7      | China      | 0    | 0      | 2     | 2      |
| 8      | Frankrijk  | 0    | 0      | 1     | 1      |
|        | Japan      | 0    | 0      | 1     | 1      |
|        | Litouwen   | 0    | 0      | 1     | 1      |
| Totaal | Totaal     | 7    | 7      | 7     | 21     |